# یواس‌اس راف (ای‌ام‌سی-۵۹)
یواس‌اس راف (ای‌ام‌سی-۵۹) (به انگلیسی: USS Ruff (AMc-59)) یک کشتی بود که طول آن ۹۸ فوت ۶ اینچ (۳۰٫۰۲ متر) بود. این کشتی در سال ۱۹۴۱ ساخته شد.